# STS-61-B
STS-61-B (ang. Space Transportation System) – druga misja wahadłowca kosmicznego Atlantis i dwudziesta trzecia programu lotów wahadłowców.

## Załoga
źródło
- Brewster Shaw (2)*, dowódca (CDR)
- Bryan O’Connor (1), pilot (PLT)
- Mary Cleave (1), specjalista misji 1 (MS2), jej zadaniem była obsługa manipulatora
- Sherwood Spring (1), specjalista misji 2 (MS1) desygnowany do odbycia dwóch EVA
- Jerry Ross (1), specjalista misji 3 (MS3) desygnowany do odbycia dwóch EVA
- Rodolfo Neri Vela (1), specjalista ładunku 2 (PS2) (Meksyk), pierwszy astronauta meksykański
- Charles Walker (3), specjalista ładunku 1 (PS1), inż. z firmy McDonnell Douglas, obsługujący urządzenia biotechnologiczne tej firmy.

*(liczba w nawiasie oznacza liczbę lotów odbytych przez każdego z astronautów)

## Parametry misji
- Masa:
  - startowa orbitera: 118 664 kg
  - lądującego orbitera: 93 316 kg
  - ładunku: 21 791 kg
- Perygeum: 361 km
- Apogeum: 417 km
- Inklinacja: 28,5°
- Okres orbitalny: 91,9 min

## Cel misji
Umieszczenie na orbicie satelitów telekomunikacyjnych Satcom KU-2, Morelos 2 oraz Aussat-2.

## Przebieg misji

### Start
źródło
Start z przylądka Canaveral nastąpił 27 listopada 1985 roku o godzinie 00:29 GMT. Był to drugi nocny start, a pierwszy przy doskonałej pogodzie. Dzięki temu wzlot był obserwowany z odległości kilkuset kilometrów. Świadkowie dostrzegli odrzucenie rakiet startowych SRB, które nastąpiło na wysokości ponad 50 km. Główne silniki SSME pracowały 8,5 min. Po półgodzinnej przerwie uruchomiono na trzy minuty silniki manewrowe OMS, dzięki czemu Atlantis znalazł się na orbicie przebiegającej na wysokości 350 km.

### Umieszczenie satelitów
źródło
W drugim dniu lotu, 28 listopada 1985 astronauci wyładowali dwa satelity telekomunikacyjne. Pierwszy z nich, Morelos 2, był obiektem przeznaczonym dla tworzonej na potrzeby Meksyku krajowej sieci łącznościowej. Nadzorowanie operacji było jednym z zadań Rodolfo Noriego.
Drugi satelita, Aussat 2, wprowadzony na orbitę był własnością Australii. Trzeci, Satcom KU-2, został umieszczony wstępnie na niskiej orbicie 29 listopada 1985. Był przeznaczony dla amerykańskiej firmy RCA. Po uruchomieniu pomocniczego silnika rakietowego satelita znalazł się najpierw na wydłużonej orbicie przejściowej, a następnie na geostacjonarnej. Nastąpiło to 1 grudnia 1985. Również wcześniejsze manewry umieszczenia na orbicie geosynchronicznej satelitów Morelos i Aussat zostały zrealizowane bez problemów.

### Spacery kosmiczne
źródło
Po wyładowaniu satelitów załoga skupiła się na dwóch spacerach kosmicznych. Astronauci Spring i Ross wychodzili przez śluzę powietrzną na dolnym pokładzie do otwartej ładowni. Zajmowali się budową i demontażem prototypowych konstrukcji szkieletowych, które w przyszłości miały posłużyć do łączenia ze sobą modułów stacji kosmicznej. Łączone przez nich rurki metalowe utworzyły wieżę wysokości 14,5 m złożoną z 10 łączonych zatrzaskowo sekcji oraz odwróconą piramidę o boku 3,5 m. Czynności montażu oraz rozbierania konstrukcji były powtarzane wiele razy. Astronauci w pełni wykonali swe zadania, a ich czynności były rejestrowane.
- EVA-1 (30 listopada 1985, 5 godz. 34 min): S. Spring, J. Ross[2].
- EVA-2 (1 grudnia 1985, 6 godz. 46 min): S. Spring, J. Ross[2].

### Doświadczenia
Charles Walker nadzorował w czasie misji działanie kolumny rektyfikacyjnej, która służyła do otrzymywania czystego hormonu przeciwdziałającego anemii. Uzyskane porcje substancji biologicznie czynnej posłużyły do testów na zwierzętach. Rodolfo Neri zajmował się eksperymentami biomedycznymi przygotowanymi przez uczonych meksykańskich. Jednym z kolejnych doświadczeń przeprowadzonych w czasie misji STS-61-B było wykonywanie, za pomocą specjalnego sprzętu fotograficznego zdjęć nawiedzonych suszą obszarów Afryki – w celu poszukiwania podziemnych zbiorników wody.

W przedostatnim dniu wyprawy Neri stał się główną postacią prowadzonej via Ośrodek Kierowania Lotem konferencji prasowej. Wypraw STS-61-B zakończyła się po przebyciu około 4,5 mln km lądowaniem na pięciokilometrowym pasie w bazie Edwards w Kalifornii, 3 grudnia 1985 roku o 21:34 GMT.